# NGC 908
NGC 908 est une galaxie spirale située dans la constellation de la Baleine. NGC 908 a été découverte par l'astronome germano-britannique William Herschel en 1786.

## Caractéristiques
Sa vitesse par rapport au fond diffus cosmologique est de 1 290 ± 15 km/s, ce qui correspond à une distance de Hubble de 19,0 ± 1,4 Mpc (∼62 millions d'al).
À ce jour, 29 mesures non basées sur le décalage vers le rouge (redshift) donnent une distance de 15,645 ± 2,868 Mpc (∼51 millions d'al), ce qui est à l'intérieur des valeurs de la distance de Hubble. Notons cependant que c'est avec la valeur moyenne des mesures indépendantes, lorsqu'elles existent, que la base de données NASA/IPAC calcule le diamètre d'une galaxie et qu'en conséquence le diamètre de NGC 908 pourrait être d'environ 44,3 kpc (∼144 000 al) si on utilisait la distance de Hubble pour le calculer.
La classe de luminosité de NGC 908 est III et elle présente une large raie HI. Elle renferme également des régions d'hydrogène ionisé. De plus, NGC 908 est une galaxie à sursauts de formation d'étoiles.

### Luminosité dans l'infrarouge
La luminosité de la galaxie de NGC 908 dans l'infrarouge lointain (de 40 à 400 µm)  est égale à 1,55 × 1010 {\displaystyle L_{\odot }} (1010,19{\displaystyle L_{\odot }}) et sa luminosité totale dans l'infrarouge (de 8 à 1 000 µm) est de 1,86 × 1010 {\displaystyle L_{\odot }} (1010,27{\displaystyle L_{\odot }}).

## Morphologie

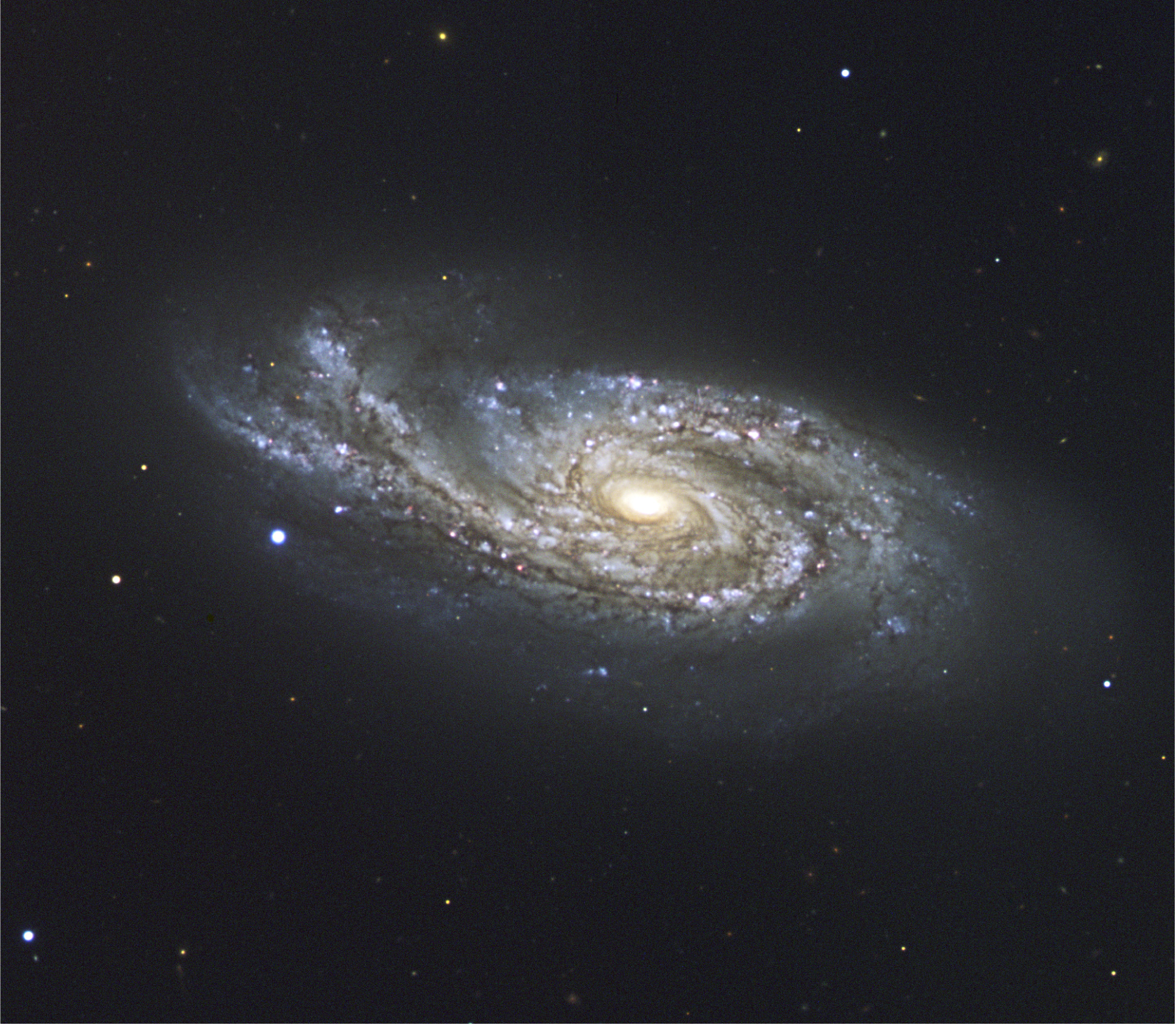
NGC 908 par le VLT de l'Observatoire européen austral. Aucune barre n'est visible sur cette image très nette de NGC 908.

Wolfgang Steinicke et le professeur Seligman classe cette galaxie comme une spirale barrée, mais aucune barre n'est visible sur les images de NGC 908.
NGC 908 a été utilisée par Gérard de Vaucouleurs comme une galaxie de type morphologique SA(s)c dans son atlas des galaxies,.
Eskridge, Frogel et Pogge ont publié un article en 2002 décrivant la morphologie de 205 galaxies spirales ou lenticulaires rapprochées. Les observations ont été réalisées dans la bande H de l'infrarouge et dans la bande B (le bleu). Selon Eskridge et ses collègues, NGC 908 est de type Sb dans la bande B et Sc dans la bande H. Le bulbe de NGC 908 est elliptique et brillant. Il n'y a aucune trace de barre. La galaxie présente un motif spiralé à trois bras. Le bras E est beaucoup plus ouvert que les bras N et SO. Il y a peut-être un anneau intérieur dans le disque. Le bras E bifurque après son origine de l'anneau éventuel. Le bras SO est
également particulier, car il émerge du disque du côté ouest, se courbe vers le sud et se reconnecte avec le disque intérieur près du point d'origine du bras E. Les bras sont inégaux et ils ont de nombreux nœuds évidents de formation d'étoiles.

## Supernova
Deux supernovas ont été découvertes dans NGC 908 : SN 1994ai et SN 2006ce.

### SN 1994ai
Cette supernova a été découverte le 20 décembre 1994 Andrew Williams et R. Martin de l'observatoire de Perth en Australie-Occidentale. Cette supernova était de type c. 

### SN 2011bz
Cette supernova a été découverte le 10 mai 2011 par l'astronome amateur sud africain Berto Monard. Cette supernova était de type Ia.   

## Groupe de NGC 908
NGC 908 est la plus grosse et la plus brillante d'un groupe de galaxies qui porte son nom. Le groupe de NGC 908 comprend au moins 8 galaxies. Les sept autres galaxies du groupe inscrites dans l'article de A.M. Garcia paru en 1993 sont NGC 899, NGC 907, IC 223, PGC 866, ESO 544-30, ESO 545-2 et ESO 545-16.